# Benny Schäfer

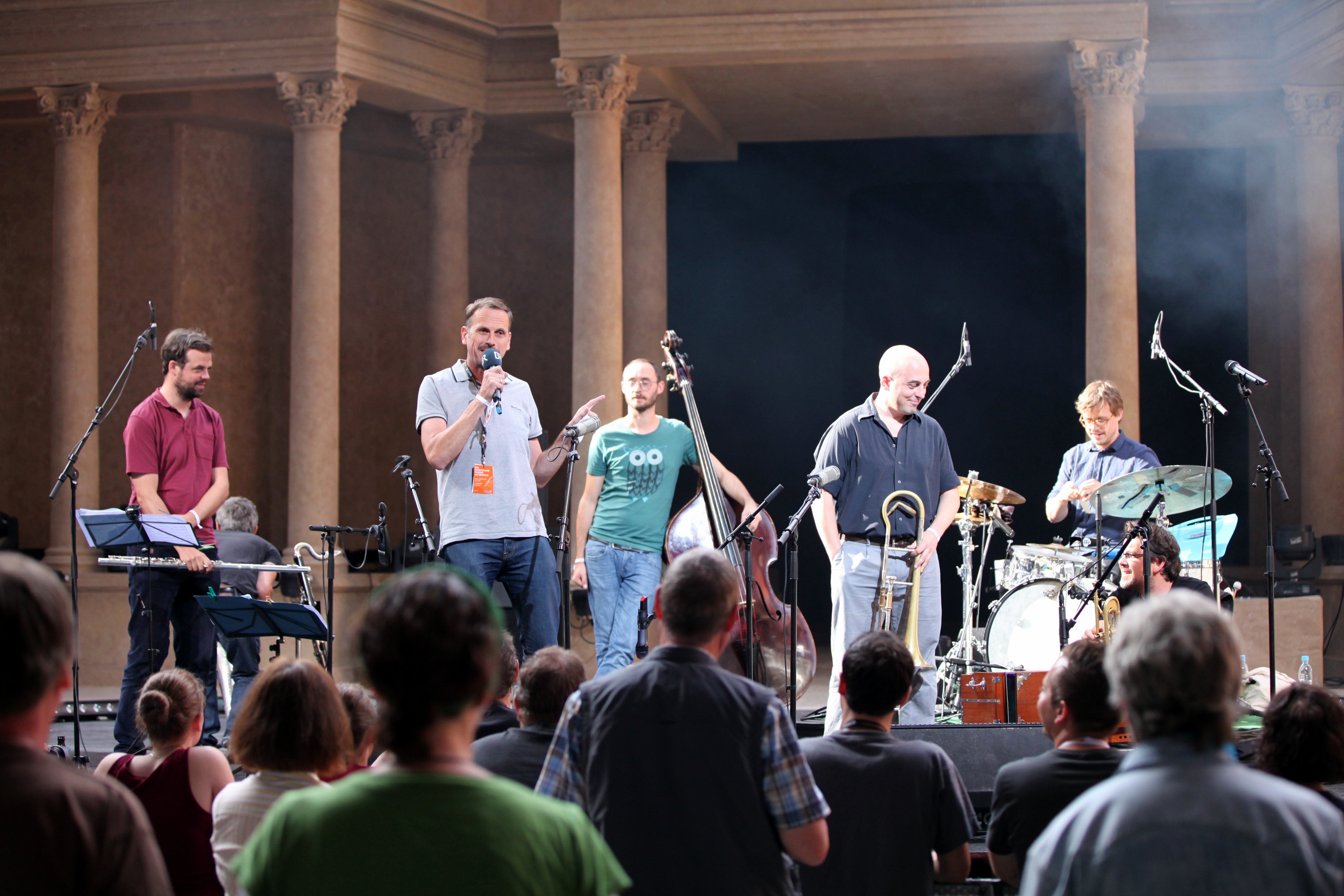
Benny Schäfer (Mitte) mit dem Alien Ensemble auf dem Heimatsound-Festival 2015

Benjamin „Benny“ Schäfer (*  1980 in Geretsried) ist ein deutscher Kontrabassist des Modern Jazz.

## Leben und Wirken
Schäfer musizierte bereits als kleines Kind; er spielte erst Gitarre, dann klassisches Klavier, später E-Gitarre und E-Bass, bevor er zum Kontrabass wechselte. In der Schul-Bigband des Gymnasiums seiner Heimatstadt machte er erste Erfahrungen mit Jazz und gründete aus dieser heraus 1997 mit Max von Mosch die Gruppe max.bab, die in unveränderter Besetzung bis heute besteht. Das Quartett, das mehrere Alben veröffentlichte, arbeitete auch mit Charlie Mariano, David Friedman und Wolfgang Muthspiel, trat bei Jazz Baltica und auf dem Montreal Jazz Festival auf und absolvierte internationale Tourneen im Auftrag des Goethe-Instituts.
Er studierte an der Berliner Hochschule der Künste bei Sigi Busch sowie am Richard-Strauss-Konservatorium München bei Paulo Cardoso, darüber hinaus hatte er Unterricht u. a. bei Thomas Jauch (Bayerische Staatsoper), Henning Sieverts und Mike Richmond. Als Mitglied des Bundesjazzorchesters unter der Leitung von Peter Herbolzheimer war er an dem Album Calling South Africa (2006) beteiligt. Neben max.bab gehört er den Gruppen Balloon Pilot, Das Rote Gras, Alien Ensemble, Dreiviertelblut sowie Geoff Goodmans Curiosities of Nature an. Weiterhin kam es regelmäßig zur Zusammenarbeit mit Max Frankl, Alex Czinke, Andrea Hermenau und Harald Rüschenbaum. Auch leitet er die Ickinger Schul-Bigband.

## Preise und Auszeichnungen
Mit Max.bab gewann er 2001 den Studiopreis bei Jugend jazzt.

## Diskographische Hinweise
- Frankzone (Mons Records 2005, mit Andrea Hermenau, Johannes Enders, Magnus Schriefl, Max Frankl, Peter Gall)
- max.bab Inner Orbit (ACT 2009, mit Benedikt Jahnel, Andi Haberl)
- Das Rote Gras: Zipotam (Meta Records 2010, mit Adeline Salles, Sylvaine Hélary, Daniel Glatzel, Gabriel Hahn, Karsten Hochapfel, Mathias Götz)
- Balloon Pilot (Millaphon 2012, mit Tobi Haberl, Christian „Radi“ Radojewski, Matze Brustmann, Andi Haberl)
- Alien Ensemble (Alien Transistor 2014, mit Karl Ivar Refseth, Mathias Götz, Micha Acher, Oliver Roth, Stefan Schreiber, Andi Haberl)